# Musique Vol. 1 1993–2005
Musique Vol. 1 1993–2005 es un álbum recopilatorio de Daft Punk, lanzado en Japón el 29 de marzo de 2006, en Reino Unido el 3 de abril de 2006, y en los Estados Unidos el 4 de abril de 2006. Una edición especial incluye un DVD con 12 vídeos musicales, de los cuales dos de ellos son nuevos; "The Prime Time of Your Life" y "Robot Rock (Maximum Overdrive)". Para salvar espacio en el CD, algunas canciones fueron editadas. La canción "Digital Love" solo aparece en la versión digital y en la versión de Japón. El DVD fue clasificado  15 por la BBFC.

## Historia
El nombre del álbum viene de "Musique", una canción que fue lanzada inicialmente en el lado B de "Da Funk". Aunque se publicó antes que el álbum debut the Daft Punk, Homework, "Musique" no era para él. Thomas Bangalter señaló que las ventas de "Da Funk" fueron mayores que el álbum, así que la mayoría de las personas la oirían a través de "Da Funk". Una porción de "Musique" se puede oír en la canción "WDFK 83.7 FM" en Homework

## Lista de canciones
| N.º | Título                                                                          | Escritor(es)              | Duración |  |
| 1.  | «Musique» (Lado B de Da Funk, 1995)                                             | Daft Punk                 | 6:53     |  |
| 2.  | «Da Funk» (de Homework, 1997)                                                   | Daft Punk                 | 5:28     |  |
| 3.  | «Around the World» (Edición Radio, de Homework, 1997)                           | Daft Punk                 | 3:59     |  |
| 4.  | «Revolution 909» (de Homework, 1997)                                            | Daft Punk                 | 5:27     |  |
| 5.  | «Alive» (de Homework, 1997)                                                     | Daft Punk                 | 5:15     |  |
| 6.  | «Rollin' & Scratchin'» (de Homework, 1997)                                      | Daft Punk                 | 7:28     |  |
| 7.  | «One More Time» (Edición Short Radio, de Discovery, 2001)                       | Daft Punk, Anthony Moore  | 3:56     |  |
| 8.  | «Harder, Better, Faster, Stronger» (de Discovery, 2001)                         | Daft Punk, Edwin Birdsong | 3:45     |  |
| 9.  | «Something About Us» (de Discovery, 2001)                                       | Daft Punk                 | 3:51     |  |
| 10. | «Robot Rock» (de Human After All, 2005)                                         | Daft Punk                 | 4:47     |  |
| 11. | «Technologic» (Edición Radio, de Human After All, 2005)                         | Daft Punk                 | 2:46     |  |
| 12. | «Human After All» (de Human After All, 2005)                                    | Daft Punk                 | 5:19     |  |
| 13. | «Mothership Reconnection (Daft Punk Remix)» (Canción Original de Scott Grooves) | Scott Grooves             | 4:14     |  |
| 14. | «Chord Memory (Daft Punk Remix)» (Canción Original de Ian Pooley)               | Ian Pooley                | 6:55     |  |
| 15. | «Forget About The World (Daft Punk Remix)» (Canción Original de Gabrielle)      | Gabrielle                 | 5:45     |  |

- La canción número 15 fue remplazada con "Digital Love" solo en la versión de Japón y en iTunes

### Bonus DVD
1. "Da Funk"
2. "Around the World"
3. "Burnin'"
4. "Revolution 909"
5. "One More Time"
6. "Harder, Better, Faster, Stronger"
7. "Something About Us"
8. "Robot Rock"
9. "Technologic"
10. "Rollin' & Scratchin'" (En vivo en Los Ángeles)
11. "The Prime Time of Your Life"
12. "Robot Rock" (Maximum Overdrive)